# Слухоцкий, Александр Евгеньевич
Александр Евгеньевич Слухоцкий (29 января 1912, Волковыск — 28 января 1991, Ленинград) — советский учёный, с 1935 по 1991 год работал в ЛЭТИ, доктор технических наук (1962), профессор (1965). Автор теории индукционного нагрева, ученик и последователь В.П. Вологдина.

## Биография
В 1935 году окончил Ленинградский электротехнический институт им. В. И. Ленина по специальности «Электровакуумная техника», оставлен при вузе.
С 1935 по 1937 работал в Центральной радиолаборатории, в 1937 году был переведен в лабораторию ВЧ-электротермии ЛЭТИ (рук. проф. В. П. Вологдин).
Во время Великой Отечественной войны оставался в должности старшего инженера лаборатории в ЛЭТИ эвакуированном в Челябинск, участвовал в разработке методов ВЧ-закалки танковой брони, термообработки деталей танков «КВ» и «ИС», термоупрочнения и восстановления режущего инструмента и калибров. За эту работу награждён Орденом Красной Звезды (1944), также награждён медалью «За оборону Ленинграда».
После возвращения в ЛЭТИ в 1945 году работал ассистентом кафедры переменных токов. В 1947—1953 гг. на кафедре ВЧ-техники (читал курс индукционного нагрева), одновременно руководил лабораторией источников питания в НИИ ТВЧ.
После войны до своей смерти в 1991 году продолжал работать в ЛЭТИ: 1953—1982 гг. — заведующий кафедрой электротермических установок ЛЭТИ, в 1982—1991 гг. — профессор этой кафедры. Кандидат технических наук (1947), доцент (1958), доктор технических наук (1962), профессор (1965).
Награждён Медалью ВДНХ, Премией Министерства электротехники промышленности СССР

## Научная работа
Один из разработчиков современной теории индукционного нагрева и создателей соответствующей научной школы в ЛЭТИ; в работах рассмотрены практически все применения индукционного нагрева как для металлов, так и для полупроводников и диэлектриков. С 1950 г. участвовал также в разработках новейших источников питания для ВЧ-нагревателей. Разработал учебные планы по специальности «Электротермические установки», читал циклы лекций для крупнейших предприятий страны (ГАЗ, ЗИЛ, Кировский завод и других). Автор более 100 научных трудов, в том числе монографий и учебников.